# Bộ Chính trị Đảng Cộng sản Trung Quốc khóa XX
Bộ Chính trị Đảng Cộng sản Trung Quốc khóa 20 được bầu ở phiên họp toàn thể đầu tiên của Ủy ban Trung ương Đảng Cộng sản Trung Quốc khóa khóa 20 diễn ra vào ngày 23 tháng 10 năm 2022.

## Ủy viên Thường vụ Bộ Chính trị
| TT | Hình ảnh | Tên Hán - Việt  | Tên Hán tự | Tên Latinh    | Năm sinh | Quê quán    | Chức vụ                                                        |
| -- | -------- | --------------- | ---------- | ------------- | -------- | ----------- | -------------------------------------------------------------- |
| 1  |          | Tập Cận Bình    | 习近平     | Xi Jinping    | 1953     | Bắc Kinh    | Tổng Bí thư Chủ tịch nước Chủ tịch Quân ủy Trung ương          |
| 2  |          | Lý Cường        | 李强       | Li Qiang      | 1959     | Chiết Giang | Thủ tướng Quốc vụ viện                                         |
| 3  |          | Triệc Lạc Tế    | 赵乐际     | Zhao Leji     | 1957     | Thiểm Tây   | Chủ tịch Nhân đại Trung Quốc                                   |
| 4  |          | Vương Hỗ Ninh   | 王沪宁     | Wang Huning   | 1955     | Sơn Đông    | Chủ tịch Chính hiệp Trung Quốc                                 |
| 5  |          | Thái Kỳ         | 蔡奇       | Cai Qi        | 1955     | Phúc Kiến   | Bí thư thứ nhất Ban Bí thư Chủ nhiệm Văn phòng Trung ương Đảng |
| 6  |          | Đinh Tiết Tường | 丁薛祥     | Ding Xuexiang | 1962     | Giang Tô    | Phó Thủ tướng thứ nhất Quốc vụ viện                            |
| 7  |          | Lý Hi           | 李希       | Li Xi         | 1956     | Cam Túc     | Bí thư Ủy ban Kiểm tra Kỷ luật Trung ương                      |

## Ủy viên Bộ Chính trị
| TT | Hình ảnh | Tên Hán - Việt    | Tên Hán tự | Tên Latinh    | Năm sinh | Quê quán       | Chức vụ |
| -- | -------- | ----------------- | ---------- | ------------- | -------- | -------------- | --- |
| 8  |          | Mã Hưng Thụy      | 马兴瑞     | Ma Xingrui    | 1959     | Sơn Đông       | Bí thư Đảng ủy Khu tự trị Tân Cương |
| 9  |          | Vương Nghị        | 王毅       | Wang Yi       | 1953     | Bắc Kinh       | Chủ nhiệm Văn phòng Ủy ban Công tác Ngoại sự Trung ương Bộ trưởng Bộ Ngoại giao (từ 7/2023)                                              |
| 10 |          | Doãn Lực          | 尹力       | Yǐn Lì        | 1962     | Sơn Đông       | Bí thư Thành ủy Bắc Kinh |
| 11 |          | Hoàng Khôn Minh   | 黄坤明     | Huang Kunming | 1956     | Phúc Kiến      | Bí thư Tỉnh ủy Quảng Đông |
| 12 |          | Thạch Thái Phong  | 石泰峰     | Shí Taìfēng   | 1956     | Sơn Tây        | Bí thư thứ hai Ban Bí thư Phó Chủ tịch Chính hiệp Trung Quốc Trưởng Ban Công tác Mặt trận Thống nhất Trung ương Đảng Cộng sản Trung Quốc |
| 13 |          | Lưu Quốc Trung    | 刘国中     | Liú Guó Zhōng | 1962     | Hắc Long Giang | Phó Thủ tướng Quốc vụ viện |
| 14 |          | Lý Cán Kiệt       | 李干杰     | Lǐ Gàn Jié    | 1964     | Hồ Nam         | Bí thư thứ ba Ban Bí thư Bộ trưởng Bộ Tổ chức Trung ương Đảng Cộng sản Trung Quốc                                                        |
| 15 |          | Lý Thư Lỗi        | 李书磊     | Lǐ Shū Lěi    | 1964     | Hà Nam         | Bí thư thứ tư Ban Bí thư Bộ trưởng Bộ Tuyên truyền Trung ương                                                                            |
| 16 |          | Hà Vệ Đông        |            |               | 1957     | Giang Tô       | Phó Chủ tịch thứ hai Quân ủy Trung ương                                                                                                  |
| 17 |          | Hà Lập Phong      |            |               | 1955     | Quảng Đông     | Phó Thủ tướng Quốc vụ viện |
| 18 |          | Trương Hựu Hiệp   | 张又侠     | Zhang Youxia  | 1950     | Thiểm Tây      | Phó Chủ tịch thứ nhất Quân ủy Trung ương                                                                                                 |
| 19 |          | Lý Hồng Trung     | 李鸿忠     | Li Hongzhong  | 1956     | Liêu Ninh      | Phó Ủy viên trưởng Ủy ban Thường vụ Đại hội Đại biểu Nhân dân Toàn quốc                                                                  |
| 20 |          | Trần Mẫn Nhĩ      | 陈敏尔     | Chen Min'er   | 1960     | Chiết Giang    | Bí thư Thành ủy Thiên Tân |
| 21 |          | Trương Quốc Thanh |            |               | 1964     | Hà Nam         | Phó Thủ tướng Quốc vụ viện |
| 22 |          | Trần Văn Thanh    |            |               | 1960     | Tứ Xuyên       | Bí thư thứ năm Ban Bí thư Bí thư Ủy ban Chính trị Pháp luật Trung ương                                                                   |
| 23 |          | Trần Cát Ninh     | 陈吉宁     | Chén Jí Níng  | 1964     | Cát Lâm        | Bí thư Thành ủy Thượng Hải |
| 24 |          | Viên Gia Quân     | 袁家军     | Yuan Jiajun   | 1962     | Cát Lâm        | Bí thư Thành ủy Trùng Khánh |